# Pandanus aecuatus
Pandanus aecuatus är en enhjärtbladig växtart som beskrevs av Harold St.John. Pandanus aecuatus ingår i släktet Pandanus och familjen Pandanaceae.
Artens utbredningsområde är Papua Nya Guinea. Inga underarter finns listade.